# King Guillaume
King Guillaume es una película francesa (comedia)  dirigida por Pierre-François Martin-Laval estrenada en 2009. Es una adaptación de la serie de cómics Panique à Londres de Jean-Marc Rochette (dibujante) y René Pétillon (guionista).

## Argumento
Guillaume y Magali Brunel, tienen una vida sencilla y tranquila de habitantes de las afueras esperanto un feliz momento. Pero todo cambia cuando reciben una carta.  El padre de Guillaume, al que nunca conoció, se está muriendo y pide verlo para darle su herencia: La isla de Guerrelande, cerca de Bretagne, salida de oscuros tratados medievales, y el título de rey que conlleva. Entonces Guillaume intenta saber más, Magali se entusiasma por el palacio prometido y las riquezas anunciadas.

## Ficha Técnica
- Título: King Guillaume
- Dirección: Pierre-François Martin-Laval
- Guion: Frédéric Proust, Jean-Paul Bathany, Pierre-François Martin-Laval
- Música: Emily Loizeau
- Productor: Antoine de Clermont-Tonnerre
- Sociedad de distribución: Walt Disney Studios Motion Pictures France
- País:  Francia
- Fecha de estreno: 28 de enero de 2009 en Francia.

## Reparto
- Pierre-François Martin-Laval: Guillaume Brunel
- Florence Foresti: Magali Brunel
- Pierre Richard: William-Fernand
- Isabelle Nanty: Paméla Gisèle
- Omar Sy: Jean Peter
- Raymond Bouchard: Non-Imposable
- Frédéric Proust: Christine
- Rufus: El rey Cyril John Delagny
- Terry Jones: el profesor
- Yannick Noah: el mismo

## Sobre la película
- El rodaje se realizó entre mayo y junio de 2008 en Bretaña. Algunas escenas fueron rodadas en Bussy-Saint-Martin.
- La banda de música Aeolus participa como acompañante en la gran fiesta que Florence Foresti organiza antes de dejar el grupo (Arnaud Laporte hace un cameo).